# Михайлівський костел (Стара Сіль)
Stara Sól Стара Сіль 
Михайлівський костел, Стара Сіль — видатна пам'ятка архітектури бароко 17 ст. в Львівській області,Самбірський район.
https://facebook.com/KostelStaraSil

## Історія пам'ятки архітектури

Фіксаційний план костелу в Старій Солі.

Перша згадка про храм на цьому місці сягає 1365 року. Так, коштом пана Єжи Мнішека було розпочато ремонт споруди 1613 року.  В каплиці Св. Анни за вівтарем був знайдений напис латинкою  «Знайте, що нащадок Болеслава святиню цю зводить і в покорі просить, щоб ти мала її в опіці. Року Божого 1365». Дата 1365 р. взята за основу твердження, що північна каплиця (найстаріша споруда комплексу) вибудована коштом короля Казімежа III. До вже існувавшої каплиці і прибудували однонавний костел 1469 року з деревини.
1648 року під час національно-визвольного українського повстання під керівництвом Богдана Хмельницького костел в Старій Солі був поруйнований. Нині існуюча споруда костелу побудови 1660 року, тобто доби бароко. Лише  1743 року костел висвятили в ім'я Архістратига Михаїла.
Старовинний Михайлівський костел був попсований в роки Першої світової війни вояками Російської імперії. Це і примусило розпочати відновлювально-ремонтні роботи в повоєнні роки. Саме тоді і створено нові еліпсоїдні вікна на фасаді південної каплиці та встановлено нові скульптури апостолів, що надало стародавній споруді елегантності в стилістиці необароко. Дещо поновили і декор фасадів храму.
В підрадянські роки костел відібрано у громади і перетворено на комори для зберігання мінеральних добрив. У 1970-і роки костел-комора постраждав від пожежі. За переказами, полум'я гасили розчином солі — ропою. Це надзвичайно погіршило стан пам'ятки архітектури, бо сіль тягла на себе вологу і мури старовинної споруди були вологі. Згодом пошкодився і дах, що обумовило нищення фресок.
На початок 21 століття костел Архістратига Михаїла повернуто невеликій місцевій громаді вірян, на кошти якої і розпочато довгі ремонтно-відновлювальні роботи. Споруда нарешті отримала нові дахи.

## Дзвіниця
До комплексу існуючих споруд відноситься і окрема дзвіниця. Перший ярус існуючої споруди - з каменю і цегли, мурований, другий -- дерев'яний  з дахом-шатро. За думкою Володимира Пшика про оборонні споруди Львівщини, дзвіницю в Старі Солі слід датувати 17-18 ст. Ймовірно, колись тут був власний тин, а дзвіниця виконувала роль надбрамної вежі. Бо вона досі має наскрізний проїзд.

## Каплиця Св. Анни

Апостол Лука на фасаді костелу в Старій Солі.

Саме том І «Львівської архідієцезії латинського обряду» і має запис, що  1613 року під час ремонту каплиці було знайдено напис латиною: «Анно, родителько Діви... зглянься на те, щоб нащадок Болеслава споруджує цю святиню і покірно просить тримати його під своєю опікою року божого 1365». По різному перекладений напис не дуже відрізняється за змістом. Каплиця на північному фасаді 1613 р. - найдавніша частина храму. Цегляна, прямокутна, двоярусна, головний фасад зовні прикрашений аркоподібними нішами з вікнами.

## Каплиця на південному фасаді
Каплиця на південному фасаді — пізня, побудови 1920-х рр., ротондального типу, цегляна, нині вкрита заокругленим дахом з переломом. Овальні вікна — наслідок ремонту 1920-х років. Тоді ж на фасадах виведені напівциркулі над вікнами, що спираються на декоративні капітелі без пілястр. Такі ж декоративні капітелі на кутах костелу під карнизом.
На початку 20 ст. серед польських істориків панувала настанова про принагідність ремонту старовинних споруд в «рідному стилі», надихаючись архітектурними деталями провінційного польського бароко. Проект перебудов для костелу в Старій Солі виконав архітектор Броніслав Віктор, котрий був готовий 1923 р. Броніслав Віктор навчався в Львівській політехніці і відомий перебудовами комплексу барокових споруд в селі Оброшино. Ремонтно-відновлювальні роботи проведено 1926-1927 рр. Новітні скульптури чотирьох апостолів встановлені на контрфорсах фасаду вівтарної частини костелу 1928 року. Є відомості, що випадково збережений вівтар каплиці Св. Анни вивезено на збереження до Львівської національної галереї мистецтв.
Виконано також стінопис за проектом Броніслава Віктора. Скульптури апостолів на фасаді — роботи Ю. Міколайського.